# Piros és kék pirula

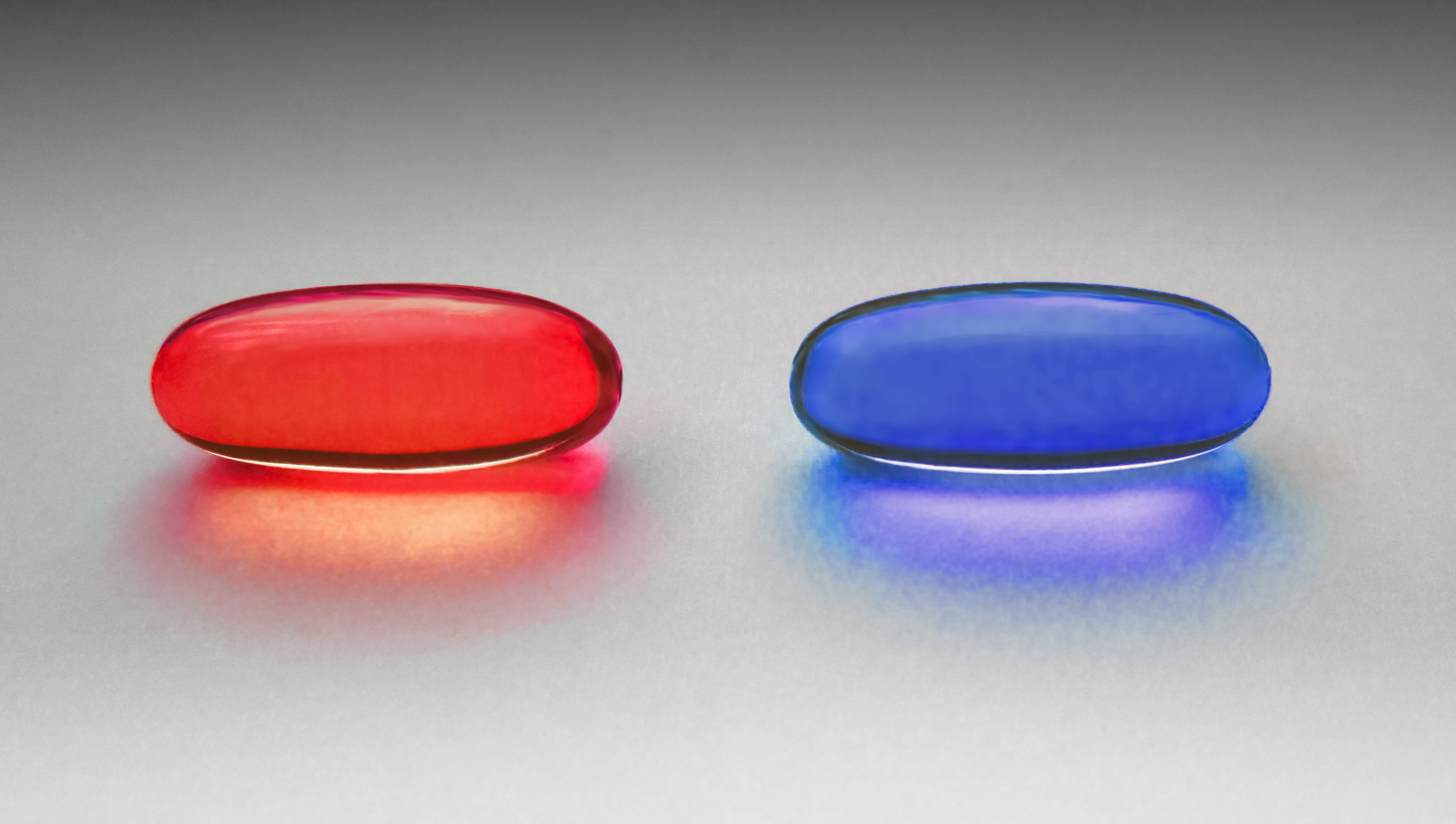
Piros és kék pirula, hasonló volt a Mátrix című filmben is

A piros és kék pirula kifejezések egy választási lehetőségre utalnak, hogy megtanuljunk egy potenciálisan nyugtalanító vagy az életet megváltoztató igazságot a vörös pirula szedésével, míg a kék pirula meghagy az elégedett tudatlanságban. A kifejezések az 1999-ben bemutatott Mátrix című film egyik kulcsfontosságú jelenetére utalnak.
A Mátrix című filmben a főszereplő Neo a lázadók vezérétől, Morpheustól egy ajánlatot kap két lehetőséggel: egy piros és egy kék pirulát. A piros pirula a bizonytalan jövőt képviseli – ez megszabadítaná a főhőst a gépek által létrehozott álomvilág rabszolgaságának börtönétől és lehetővé tenné számára, hogy elmeneküljön a való világba, ám a "valóság igazságát" élni durvább és nehezebb. Ezzel ellentétben a kék pirula egy gyönyörű börtönt képvisel – ez visszavezetné a tudatlanságba, zárt kényelemben, hiány és félelem nélkül élve a szimulált valóságban, a Mátrixban. Ahogy Morpheus magyarázta: "Ez az utolsó esélyed, aztán már nem fordulhatsz vissza. Ha a kéket veszed be, a játéknak vége... felébredsz az ágyadban, azt hiszel, amit hinni akarsz. De ha a pirosat, maradsz Csodaországban, és én megmutatom milyen mély a nyúl ürege." Neo a piros pirulát választja, és csatlakozik a lázadókhoz.

## A piros pirula transznemű allegóriaként
Egy rajongói elmélet szerint a piros pirula allegóriát jelenthet a transzneműek számára, vagy Lana és Lilly Wachowski életének története, akik transzneműek. Az 1990-es években a transznemű hormonterápiát a Premarin nevű, gesztenyebarna színű gyógyszerrel végezték. Lilly Wachowski 2020 augusztusában megerősítette, hogy ez az elmélet helyes volt.

## Elemzés
Esszéjében Russell Blackford a piros és a kék pirulát vitatja meg. Felveti a kérdést, hogy ha egy személy teljes körű tájékoztatást kapna a piros piruláról, akkor a való világ mellett döntene-e: úgy gondolja, hogy a fizikai valóság választása a digitális szimuláció helyett nem annyira előnyös, mint hogy minden emberre érvényes legyen. Neo és egy másik szereplő, Cypher (Joe Pantoliano) is a piros pirulát veszi át a kék helyett, de utóbbi később sajnálatát fejezi ki amiatt, hogy ezt a döntést hozta, mondván, hogy ha Morpheus teljes körűen tájékoztatja őt a helyzetről, azt mondta volna neki, hogy „dugja a vörös pirulát a seggébe”. Amikor Cypher később megállapodást köt a gépekkel, hogy visszatérjen a Mátrixba, és elfelejtsen mindent, amit tanult, azt mondja: „A tudatlanság boldogság”. Blackford azt állítja, hogy a Mátrix-filmek úgy állítják be a dolgokat, hogy ha Neónak nem is sikerül a küldetése, akkor is érdemes bevennie a piros pirulát, mert hitelesen él és az igazságot ismerve hal meg.
A Matrix Warrior: Being the One szerzője, Jake Horsley összehasonlította a piros pirulát az LSD-vel, egy olyan jelenetre hivatkozva, amikor Neo a Mátrixon kívül kialakítja saját világát. Amikor Morpheustól megkérdezi, visszatérhet-e, Morpheus válaszul azt kérdezi tőle, hogy akarja-e. Horsley a kék pirulát is addiktívnak nevezi, és a Mátrix-sorozatot folyamatos választási sorozatnak nevezi a kék pirula bevétele és nem szedése között. Hozzáteszi, hogy a Mátrixban élő emberek szokásai pusztán azoké az embereké, akik maguknak adják be a kék pirulát. Míg a kék pirulát általános dolognak írja le, kijelenti, hogy a piros pirula olyasmi, amit sokan talán nem is találnak meg soha.
A 2004-es The Art of the Start című könyvben Guy Kawasaki író a piros pirulát az új szervezetek vezetőinek helyzete analógjaként használja, mivel ugyanazon választás előtt állnak, hogy vagy a valóságban, vagy a fantáziában éljenek. Hozzáteszi, hogy ha sikeresek akarnak lenni, be kell venniük a piros pirulát, és meg kell nézniük, milyen mély a nyúl ürege.

## Más előfordulások
- Az emlékmás című filmben a főhős talán egy álomvilágban él. Egy ügynök egy tabletta beadásával próbálja meg felébreszteni, de a hős inkább kiköpi a tablettát, és így az álomvilágban marad. A film viszont nyitva hagyja a kérdést, hogy tényleg álom-e, vagy maga a valóság.
- A férfi jogok mozgalmának egyes részeiben a "piros pirula" ("red pill") kifejezést metaforaként használják arra a konkrét pillanatra, amikor arra a meggyőződésre jutnak, hogy bizonyos nemi szerepek, amelyeknek várhatóan meg kell felelniük – például a házasság és a monogámia –, célja kizárólag a nők javát szolgálja, nem pedig kölcsönös előnyt biztosít mindkét fél számára.[forrás?] 2016-ban megjelent a The Red Pill című dokumentumfilm, amely a férfiak jogaival foglalkozik.